# 大栄町 (鳥取県)
大栄町（だいえいちょう）は、鳥取県のほぼ中央にあった町である。東伯郡に属していた。
2005年（平成17年）10月1日に北条町と合併して北栄町（ほくえいちょう）となり、消滅した。
戦後から西日本有数のスイカ（大栄スイカ）の産地として発展。また、『名探偵コナン』で知られる漫画家青山剛昌の出身地であることから、「コナンの里」構想での町おこしを行ってきた。

## 地理
鳥取県中央部（県の中心部である倉吉市のほぼ北西）に位置し、ひらがなの『くの字』の鏡文字にほぼ酷似している地形。中心寄りの南北に由良川が流れ、西日本旅客鉄道（JR西日本）山陰本線が東西に横断している。市街地はほぼ由良駅・町役場周辺及び国道9号沿線に集中している。
- 河川: 由良川

### 隣接していた自治体
- 倉吉市
- 東伯郡 北条町、琴浦町（2004年8月31日までは東伯郡東伯町と隣接）

## 歴史
- 1955年（昭和30年）5月1日 - 大誠村・栄村が合併して大栄町が発足。
- 1959年（昭和34年）4月1日 - 由良町と合併し、改めて大栄町が発足。
- 2005年（平成17年）10月1日 - 北条町と合併して北栄町が発足[1]。同日大栄町廃止。合併後の本庁舎は旧大栄町役場に置かれた。

## 行政
- 首長
- 三役
  - 助役
  - 教育長
  - 収入役（2004年時点では収入役は廃止、職務は助役が兼務）
- 課
  - 総務課
  - 町民生活課
  - 健康福祉課
  - 建設課
  - 産業課
  - 農業委員会
  - 教育委員会
  - 教育課
  - 出納室
- 議会事務局
- 合併協議会

## 経済

### 産業
- 主な産業 農業（西瓜・長イモ・ラッキョウ）
- 産業人口

## 地域

### 健康
- 平均年齢

### 教育
- 大栄町立大栄小学校
2004年に『名探偵コナン』のキャラクターを使った「江戸川コナンと毛利蘭が手をつないで登校している」図の銅像が設置された。
- 大栄町立大栄中学校
- 鳥取県立鳥取中央育英高等学校

## 交通

### 鉄道路線
- 中心となる駅：由良駅
- 西日本旅客鉄道（JR西日本）
  - 山陰本線：（北条町） - 由良駅 - （琴浦町）

### バス路線
太字は大栄町に存在していたものを指す。
- 日本交通 (鳥取)（日交バス）
  - 西倉吉 - 西倉吉町（←のみ） - 岡田 - 河原町 - 新町 - 明治町（現：赤瓦・白壁土蔵） - 堺町（さかえまち） - 昭和町（現：倉吉パークスクエア北口） - 厚生病院前 - 総合事務所前 - 八ツ屋 - 倉吉駅 - 海田 - 倉吉バスセンター - 中江 - 江北 - 下北条駅前 - 松神 - 東園 - 大栄町役場前 - 由良駅入口
  - 石脇車庫 - 恐竜広場前 - 泊駅前 - 宇谷 - 橋津東口 - 長瀬東口 - 羽合西小前 - 羽合町役場前（現：湯梨浜町役場前） - 田後（たじり） - 江北 - 下北条駅前 - 松神 - 東園 - 大栄町役場前 - 由良駅入口
- 日ノ丸自動車（日ノ丸バス）
  - 海田日ノ丸車庫 - 倉吉駅 - 八ツ屋 - 総合事務所前 - 厚生病院前 - 昭和町 - 堺町 - 明治町 - 新町 - 出口 - 穴沢 - 島茶屋 - 大栄町役場前 - 由良駅入口 - 大谷西口 - 二軒屋 - 浦安駅 - 赤碕町役場前 - 赤碕駅 - 赤碕中学校前 - 下市駅前 - 下市入口
  - 倉吉駅 - 八ツ屋 - 総合事務所前 - 厚生病院前 - 昭和町 - 堺町 - 明治町 - 新町 - 出口 - 穴沢 - 津原（つわら） - 亀谷 - 西高尾駐車場
  - 台場公園 - 大栄町役場前 - 由良駅入口 - 由良駅 - 亀谷 - 西高尾駐車場 - 西高尾公園

### 道路
- 一般国道
  - 国道9号（北条バイパス）
- 県道
  - 鳥取県道23号倉吉由良線
  - 鳥取県道50号東伯関金線
  - 鳥取県道151号倉吉東伯線
  - 鳥取県道167号由良停車場線（コナン通り）
  - 鳥取県道203号法万大栄線
  - 鳥取県道297号上大立大栄線
  - 鳥取県道320号羽合東伯線（旧国道9号）

### 船舶
- マリーナ大栄

## 名所・旧跡・観光スポット・祭事・催事

### 名所・旧跡
由良台場跡（国の史跡）
1863年（文久3年）鳥取藩で最初に築造された海岸砲台で、当時は町内の六尾反射炉で鋳造された大砲が備え付けられていた。台場跡は今でも原形をとどめており、その規模・遺構などが学術上価値の高いものと認められ、1988年（昭和63年）に国の史跡に指定された。現在は、周辺が「お台場公園」と整備されその一部となっている。
瀬戸観音寺
町内の瀬戸にある寺。1958年に県保護文化財に指定された仏像が一体安置されている。
- 木造十一面千手観音立像

像高157cm、頭・胴部は同一材の一木造り、両腕・脇手は矧付。全身細身流麗で、裳の下部には翻波式の衣文や渦文の加飾も見られる。もともとは東高尾観音寺にあったものだが、江戸時代末期に勧請された。なお、平安時代中期の作と推定されている。
東高尾観音寺
町内の東高尾にある寺。国の重要文化財（1942年に指定）2体、重要美術品9体、その他合わせて45体の仏像が安置されている。
- 木造千手観音立像

像高190cmの一木造り。面相は長く気品高い表情で衣文は柔らかく流麗。両脚下の翻波式彫法は見るべきものがある。
- 木造十一面観音立像

像高157cmの一木造りで、面相は丸く円満優美。愛くるしい顔で柔軟な調和した姿態である。
六尾反射炉跡
江戸時代末期、鳥取藩が瀬戸村の郷士武信左五衛門の分家の養子武信潤太郎（長崎・熊本で鉄砲等を学んだとされる）に命じ、この地に反射炉を築かせた。ここから造られた大砲は、自藩はもとより備前藩・浜田藩・萩藩等から注文を受け、送り出されていたといわれている。
復元横穴式石室
役場敷地内に復元設置されている史跡。以前は西穂波古墳（前方後円墳）群十六号墳（全長四十メートル）の後円部にあったもの。

### 観光スポット

コナン大橋のブロンズ像の一つ

お台場公園
1991年に設置。史跡由良台場跡の東側を中心に整備されている公園である。施設はキャンプ場・テニスコート・運動場が整備されている。なお、公園の東側には道の駅大栄、南側には歴史文化学習館が隣接されていた。
道の駅大栄
1993年4月に設置された国道9号線沿いにある道の駅。施設内には地元で取れる特産品・野菜等を扱う市場などがある。
歴史文化学習館
外観は六尾反射炉を模倣したもので、収容展示物は町の歴史・文化がわかるものが約150点及び漫画家・青山剛昌に係わる物による小美術館のようなものが設置されていた。2007年に当建物を利用し、「青山剛昌ふるさと館」を開館した。
コナン通り（県道167号線）
コナン大橋
旧名：緑大橋。1999年12月23日に開通式が行われた。橋の親柱とライトポールに江戸川コナンのブロンズ像を計6体設置、欄干には青山剛昌が描いたキャラクターのブロンズパネルが設置されている。
レークサイド大栄
西高尾ダムに隣接するレジャー施設。GG協会認定のグラウンドゴルフ専用のコース（9ホール3コース）が設置してあり、他には、グラススキー場（ソリ専用）・多目的広場・遊戯施設がある。ちなみに、町内（西高尾）の有志で運営されている食堂「やすらぎの家」とミニ動物園（主にゴールデンウィーク・夏休みに設置）がある。

### 祭事・催事

マラソン大会がモチーフとなっている石製モニュメント。青山剛昌によるデザイン。

すいか・ながいも健康マラソン

## 出身有名人
- 青山剛昌（漫画家）
- 和田見里美（自転車競技選手）
- 定常菜都子（日本海テレビアナウンサー）

## その他
市外局番は、0858（20 - 69）となっている。但し、天気予報は0859-177である。（市外局番0858の地域が鳥取県東部と中西部に複数存在するため。）
- 0858（20 - 69）エリア
  - 倉吉市・三朝町・関金町・北条町・大栄町・湯梨浜町・琴浦町・大山町（中山地区）

郵便物の集配は、以下の郵便局が行っている。
- 由良郵便局:689-22xx